# Ecclesia varia
L'Ecclesia varia (in latino chiesa colorata) era una cappella funeraria situata nell'abbazia di Lorsch a Lorsch, in Assia (Germania). Fu costruita nell'876 come prolungamento a est della chiesa abbaziale per ospitare i sepolcri dei re carolingi di Sassonia, Ludovico III il Giovane per primo seguito dai successori. La costruzione traeva il nome da una ricca decorazione pittorica e architettonica, in parte conservata in frammenti, oltre a vetrate colorate.
Nulla più dell'Ecclesia varia si conserva in alzato, distrutta tra XVI e XVII secolo come quasi tutto il resto dell'antica abbazia. Oggi è nota solo a livello archeologico, dal quale sono state dedotte alcune caratteristiche degli alzati. Tra i reperti pervenuti della dotazione della cappella vi sono il sarcofago di Ludovico il Germanico e la Testa di Lorsch, interessante frammento di vetrata medievale.

## Storia
Il Codice di Lorsch afferma che la costruzione della cappella iniziò nell'anno 876. A quel tempo, l'abbazia di Lorsch esisteva da almeno un secolo, fondata nel suo nucleo originario nel 762-763. A seguito delle grandi fortune a cui andò incontro il complesso a seguito della traslazione del corpo del martire romano san Nazario, nel 765, l'abbazia fu ricostruita e solennemente consacrata nel 774 alla presenza di Carlo Magno, il quale le concesse il grande privilegio di abbazia imperiale.
Dall'847 in poi l'abbazia di Lorsch, che aveva già notevolmente ampliato la propria influenza, si legò al re franco Ludovico II il Germanico, il quale riconfermò i precedenti privilegi ed elargì donazioni e possedimenti. Ludovico II morì nell'876 e fu sepolto nell'Ecclesia varia, fatta costruire dal figlio Ludovico III il Giovane. Lo stesso Ludovico III fu a sua volta sepolto in questo luogo, così come il figlio Ugo di Sassonia e la regina Cunegonda, moglie del re Corrado I. L'Ecclesia varia sorse quindi come cappella funeraria dei re franchi di Sassonia, ramo della dinastia carolingia a capo del regno dei Franchi Orientali, entro l'abbazia alla quale si erano legati.
A seguito di altri notevoli programmi di rifacimento e decorazione della chiesa abbaziale promossi dagli abati di Lorsch tra la fine del X secolo e l'inizio dell'XI, nel 1052 è documentata la solenne riconsacrazione della Ecclesia varia da parte di papa Leone IX. In quell'occasione, la cappella venne dedicata a Maria, agli Apostoli e a tutti i santi. V'è ragione di credere che l'Ecclesia varia non fu esente da lavori di abbellimento precedenti a un evento così significativo.
La storia successiva dell'edificio segue le sorti dell'abbazia entro cui sorgeva. Dopo un lento e inesorabile declino iniziato fin dal XIII secolo, il XVII secolo con la Guerra dei trent'anni ed altri eventi bellici successivi fu fatale per l'integrità del complesso, che fu quasi interamente raso al suolo. Le rovine furono inoltre riutilizzate per decenni come cava. Ad oggi, dell'Ecclesia varia non si conserva praticamente più nulla in alzato e l'edificio è ricostruibile solo a livello archeologico. Le fondamenta sono state individuate e assegnate all'Ecclesia varia durante gli scavi condotti tra il 1927 e il 1937 da Friedrich Behn che individuò anche parte del materiale lapideo che la arricchiva.
Una lapide commemorativa in bronzo è stata collocata nel 1964 sul sito della cappella, in occasione dei 1200 anni dalla fondazione di Lorsch e in onore ai re Carolingi un tempo ivi sepolti, con un mazzo di fiori rossi come segnacolo fisso. Tuttavia, nel 2012 la configurazione del parco è stata completamente rivista, sostituendo con prati e cuscini d’erba i precedenti vialetti e le siepi in bosso che profilavano gli edifici perduti. Da allora, la lapide non è più presente e l'Ecclesia varia è suggerita unicamente dalla forma del nuovo prato.

## Descrizione
L'edificio si trovava a est del coro della chiesa abbaziale, come prolungamento della stessa, e doveva configurarsi come una "cripta esterna", collegata alla chiesa tramite una scala e a quattro metri più in basso. Era in pianta rettangolare, costituita da una navata con abside semicircolare all'estremità orientale. Gli spessi muri di fondazione, con profonde nicchie per le finestre, lasciano presumere che fosse coperta con volta a botte. La cappella deriva il suo nome da un'evidente profusione di decorazioni, sia pittoriche sia scultoree. Di tali decorazioni sono stati rinvenuti numerosi frammenti. Le finestre recavano quasi certamente vetrate colorate, di cui il frammento noto come Testa di Lorsch, secondo l'ipotesi prevalente, rappresenta oggi l'unico singolare reperto.
Oltre alle fondamenta, si è conservato un residuo del muro nord dell'edificio, con motivi architettonici in rilievo.
Nel 1800, nell'area dell'Ecclesia varia furono scavati una serie di sarcofagi, probabilmente da ascrivere alle illustri sepolture che qui avevano avuto luogo. Solo uno di essi è pervenuto ed è oggi noto come il sarcofago di Ludovico il Germanico, esposto nell'ex Casa dell’Elettore di fronte alla Torhalle.